# 鄭均
郑均（?—?），字仲虞，东平国任城县（今山东省济宁市西）人，东汉人物。

## 生平
郑均年少时喜欢黄、老之书。兄长为县吏，经常收受礼品，多次劝谏，兄长不听。后来离家为佣工，一年多，得钱帛，给了他兄长。说：“钱花完了可以再挣，做官贪赃，一辈子就完了。”兄长被他的话打动，于是开始廉洁。郑均好义笃实，养寡嫂孤兒，十分尽心。常称病在家，不接受州郡辟召。郡将一定请他去，让县令把他骗去，去了以后，不肯屈服。郑均于是客居濮阳。
汉章帝建初三年（78年），司徒鲍昱征辟他，后来推举他为直言，郑均都没有去。建初六年（81年），公车特征。再任尚书，多次进献忠言，汉章帝敬重他。后来因病请求退休，拜议郎，告老归乡，自称病重，汉章帝赐给他衣冠。
元和元年（84年），汉章帝下诏通告庐江郡太守、东平国相：“议郎郑均，严格自律安贫，恭俭守节严整，前在朝中掌管机密，因病致仕，固守正道，年老不变。之前安邑令毛义，行为谦让，征召他以病相辞，敦厚淳洁，东方州郡称他仁义。书经说：‘章厥有常，吉哉！’赏赐郑均、毛义各一千斛谷，每年八月派长吏慰问，赐给羊和酒，以此表彰她们杰出的品行。”第二年，汉章帝东巡过任城，亲临郑均家，赐给他尚书的俸禄直到去世，故当时人号称他为“白衣尚书”。永元年间，在家中去世。

## 延伸阅读
[在维基数据编辑]
 《後漢書·卷27》，出自范晔《後漢書》
 《東觀漢記》